# Wikipedija na azerskom jeziku
Azerska Wikipedija (azerski: Azərbaycanca Vikipediya) je inačica Wikipedije na azerskom jeziku. Azerska verzija Wikipedia je započeta 2. srpnja 2002. godine.
Wikipedija na azerskome jeziku imala je 198 921 članka 12. 3. 2024.

## Broj članaka
- 2. srpnja 2002. – prvi članak
- 5. studenoga 2005. – 100 članaka[1]
- 16. prosinca 2006. – 1000 članaka[2]
- 9. ožujka 2007. – 5000 članaka[3]
- 22. srpnja 2007. – 10 000 članaka[3]
- 23. listopada 2008. – 20 000 članaka[4]
- 13. siječnja 2011. – 50 000 članaka[5]
- 25. ožujka 2014. – 100 000 članaka[6]
- 24. rujna 2019. – 150 000 članaka[7]

## Galerija
- Prigodni znak povodom prvih 50 000 članaka (2011.)
- Prigodni znak povodom prvih 100 000 članaka (2014.)
- Prigodni znak povodom prvih 150 000 članaka (2019.)

## Vanjske poveznice
|  | Zajednički poslužitelj ima još gradiva o temi Azerska Wikipedija |

- Azerska Wikipedija